# جشنواره بین‌المللی فیلم ورشو
جشنواره بین‌المللی فیلم ورشو (به لهستانی: Warszawski Międzynarodowy Festiwal Filmowy) یک جشنواره فیلم است که اکتبر هرسال در شهر ورشو لهستان برگزار می‌شود. این جشنواره از زمان بنیان‌گذاری آن در سال ۱۹۸۵ هر ساله تاکنون بدون وقفه برگزار شده‌است. جشنواره ورشو عهده‌دار اعطای جوایز فدراسیون بین‌المللی منتقدان فیلم (فیپرشی) برای سینماگران اروپای مرکزی و شرقی است.هدف برگزاری جشنواره ورشو کسب استعدادهای جوان قبل از حضور آنها در جشنواره کن و معرفی آنها به دنیا است. از سال ۲۰۰۹ جشنواره فیلم ورشو از سوی فیاپف به عنوان فستیوال الف جهانی هم‌رده جشنواره‌ها کن، ونیز، برلین، لوکارنو، شانگهای و… شناخته شده است.
برخی از شگف انگیزترین کارگردانان، مانند مایکل هانکه، کریستین مونگیو، پاول پاولیکوفسکی، آری فولمن، اصغر فرهادی، لنی آبراهامسون و صدها نفر دیگر، معمولاً قبل از رسیدن به اوج، مهمان اين جشنواره بوده اند.

## بخش‌ها
- بخش مسابقه بین‌الملل فیلم جدید - کارگردان جدید، که اختصاص به کارگردانانی دارد که فیلم اول یا دوم خود را ساخته‌اند.
- بخش مسابقه فیلم‌های بلند منطقه: شامل آثار بلند داستانی و مستند از منطقه اروپای شرقی و اروپای مرکزی، کشورهایی همچون آلبانی، ارمنستان، آذربایجان، بلاروس، بوسنی و هرزگوین، بلغارستان، کروواسی، جمهوری چک، استونی، فنلاند، گرجستان، مجارستان، لاتویا، لیتوانی، مقدونیه، مولداوی، مونته نگرو، لهستان، رومانی، روسیه، صربستان، اسلوواکی، اسلوونی و اوکراین.
- بخش مسابقه فیلم‌های بلند مستند
- فیلم‌های جدید لهستان
- کشف‌ها: نگاهی به جهان معاصر
- سینمای مستقل
- فیلم‌های جدید کارگردانان کهنه کار
- چشم‌انداز سینمای یک کشور
- مروری بر آثار و نمایش‌های ویژه